# Åsta Gudbrandsdatter
Åsta Gudbrandsdatter (circa 970 - c.1020. Norrè occidental antic: Ásta Guðbrandsdóttir) va ser reina consort de Noruega, mare de dos reis de la Noruega unificada: Olaf II el Sant i Harald III de Noruega.
Segons les sagues nòrdiques, Åsta Gudbrandsdatter procedia del regne de Vestfold. El seu pare era Gudbrand Kula d'Oppland. Va casar-se en primeres noces amb Harald Grenske, rei viking de Vestfold i d'aquesta unió naixeria el futur rei Olaf II. A la mort de Harald Grenske, va casar-se amb Sigurd Syr d'Østlandet i d'aquesta unió va néixer Harald Hardrada (r. 1047 – 1066).
Les sagues també esmenten més descendència d'Åsta i Sigurd Syr:
- Guttorm (998 - 1047).
- Gunnhild (n. 1000) – casada amb el líder bóndi Ketil Kalv.
- Halfdan.
- Ingrid (n. 1010) – casada amb Nefstein "stalare" Halldorsson (n. 1008).[4]